# Ribeauvillé
Ribeauvillé (elsassisk: Rappschwihr: tysk: Rappoltsweiler) er en by og kommune det nordøstlige Frankrig. Byen er et sous-préfecture (underpræfektur) i departement Haut-Rhin i regionen Alsace og har knapt 5.000 indbyggere. 

## Beliggenhed
Byen ligger omkring 15 km nord for Colmar og 75 km syd for Strasbourg. Den er en af byerne på Vinruten i Alsace.

## Beskytter af troubadourerne
I Middelalderen hørte byen under herrerne og greverne af Rappoltstein. Da greveslægten uddøde i 1673 kom byen under Zweibrücken-Birkenfeld. 
Herrerne af Rappoltstein beskyttede de omvandrende troubadourer i landet mod betaling. Fra 1673 var greven af Zweibrücken-Birkenfeld tillige «konge over spillemændene» (Pfeiferkönig).

48°11′43″N 7°19′06″Ø / 48.1953°N 7.3183°Ø